# Lijst van Belgische adelsverheffingen 1931
Personen die in 1931 werden opgenomen in de Belgische adel of een adellijke titel verwierven.

## Burggraaf
- Aloys van de Vyvere, erfelijke adel en de titel burggraaf, overdraagbaar bij eerstgeboorte.

## Baron
- Paul de Decker (1860-1934), erfelijke adel en de titel baron, overdraagbaar bij eerstgeboorte. Zoon van eerste minister Pierre De Decker.
- Charles Dietrich de Val Duchesse (1865-1939), wisselagent, erfelijke adel en persoonlijke titel baron.
- Jonkheer Isidore Fallon (1872-1958), de titel baron, overdraagbaar bij eerstgeboorte.
- Jonkheer Eugène Fallon (1875-1947), de titel baron, overdraagbaar bij eerstgeboorte.
- Léon Fredericq (1851-1935), hoogleraar, doctor in de geneeskunde, erfelijke adel en de titel baron, overdraagbaar bij eerstgeboorte.
- Joseph Gilson (de Rouvreux) (1872-1957), magistraat, erfelijke adel met de titel baron, overdraagbaar bij eerstgeboorte.
- Florimond Hankar (1861-1937), erfelijke adel en de titel baron, overdraagbaar bij eerstgeboorte.
- Georges Leclercq (1858-1936), advocaat bij het Hof van Cassatie, erfelijke adel en de titel baron, overdraagbaar bij eerstgeboorte.
- Georges Minne, beeldhouwer, erfelijke adel en de titel baron, overdraagbaar bij eerstgeboorte.
- Ferdinand de Posch (1869-1952), luitenant-generaal, erfelijke adel en de titel baron, overdraagbaar bij eerstgeboorte.
- Alphonse Verwilghen (1862-1933), erfelijke adel en de titel baron, overdraagbaar bij eerstgeboorte.

## Barones
- Jonkvrouw Marie Gevaert (1868-1955), dochter van baron Auguste Gevaert (1828-1908), componist, persoonlijke titel van barones.

## Ridder
- Jonkheer Louis Lagasse de Locht (1882-1940), directeur-generaal ministerie van Arbeid, de titel ridder, overdraagbaar bij eerstgeboorte.
- Jonkheer Victor Lagasse de Locht (1883-1972), de titel ridder, overdraagbaar bij eerstgeboorte.
- Jonkheer Jacques Lagasse de Locht (1895-1969), luitenant-kolonel, de titel ridder, overdraagbaar bij eerstgeboorte.
- Léon Rosseeuw, volksvertegenwoordiger, erfelijke adel en de titel ridder, overdraagbaar bij eerstgeboorte.

## Jonkheer
- Louis Beaucarne (1875-1945), advocaat, burgemeester van Ename, erfelijke adel.
- Jacques van der Belen (1900-1998), erfelijke adel
- Jules van der Belen (1902-1992), erfelijke adel
- Alfred van Caubergh (1891-1972), luitenant-generaal, erfelijke adel, in 1934: baron, overdraagbaar bij eerstgeboorte.
- Daniel Coppieters de Gibson (1876-1951), erfelijke adel.
- Charles Helbig de Balzac (1864-1953), erfelijke adel.
- Albert Vander Linden (1868-1949), luitenant-generaal, erfelijke adel.
- Maurice Vander Linden (1874-1946), erfelijke adel.
- Charles Van der Stichelen Rogier (1868-1931), erfelijke adel.
- Théodore Taymans (1854-1931), notaris, erfelijke adel.